# KSK Vigri Tallinn
Vigri Tallinn a fost un club de fotbal din Estonia, din orașul Tallinn, care s-a desființat în anul 2000.